# Nicolae Ilea
Nicolae Cornea Ilea (Szatmárnémeti, 1969. november 29. –) román labdarúgó. Profi pályafutását az FC Olimpia Satu Mare csapatánál kezdte, ahol nem igazán jutott játéklehetőséghez, ezért eligazolt a CFM Universitatea Cluj gárdájához, ahol már látták tehetségét, mégsem lett kulcsember, de igazán jó játékos az ACF Gloria 1922 Bistrița alkalmazásában lett. Onnan Magyarországra igazolt előbb a Debreceni VSC csapatához, ahol rövid idő alatt a csapat gólzsákja lett, hamarosan az MTK Budapest FC-ben találta magát, de itt sérülések nehezítették pályafutását, melyet a Nyíregyháza Spartacus együttesénél fejezett be.